# Bahnhof Neuchâtel

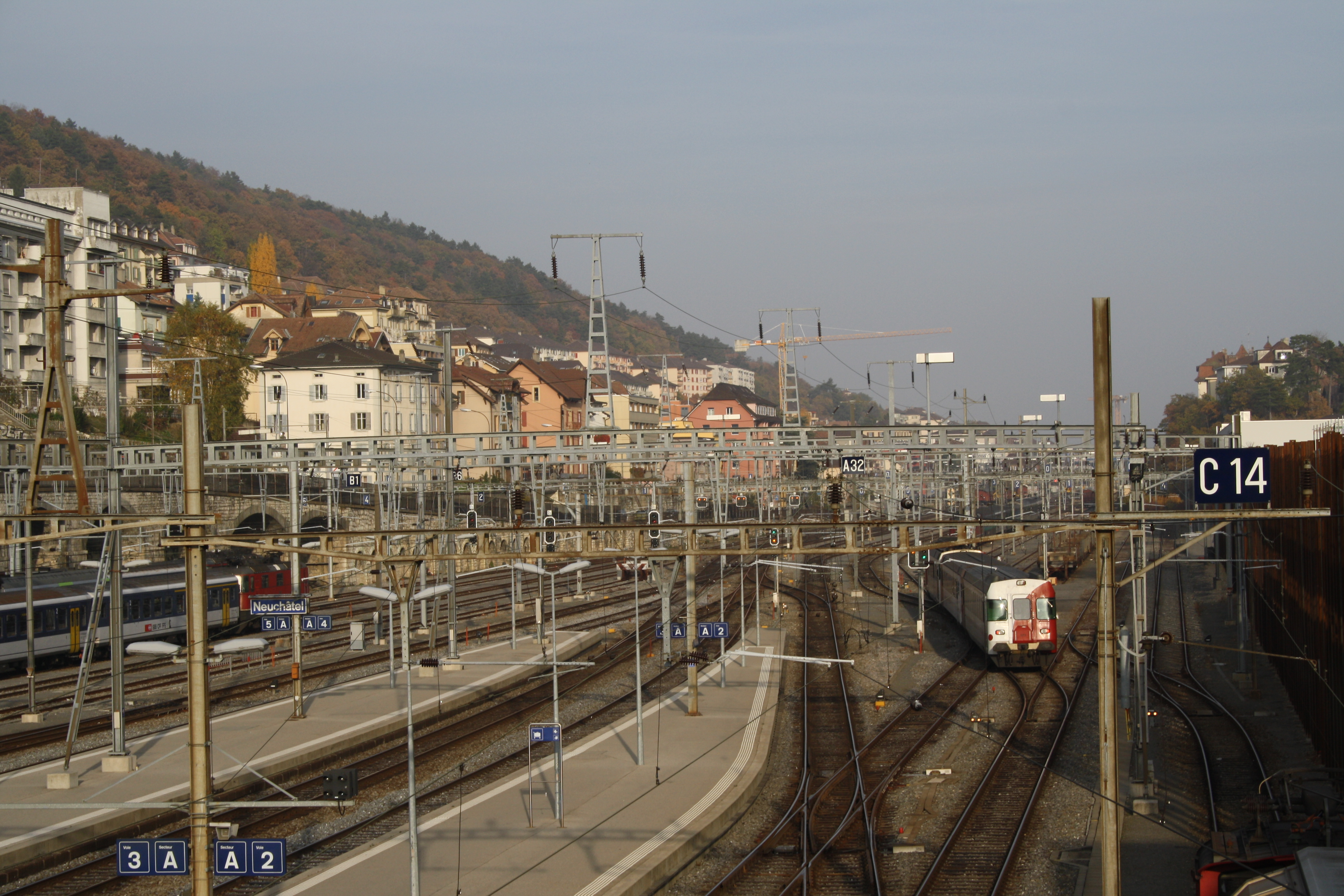
Blick über die Gleise nach Nordosten (2009)

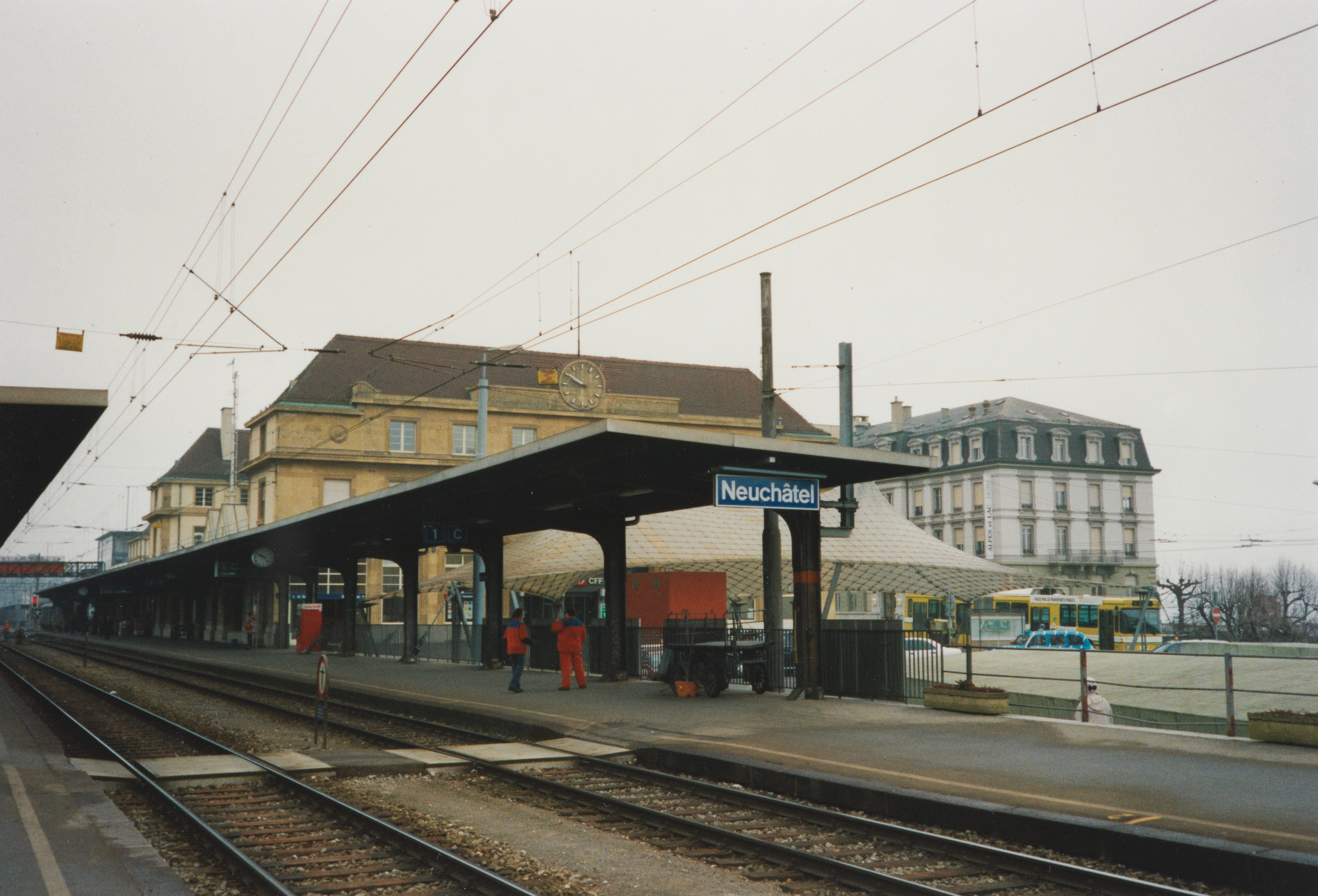
Bahnhofgebäude Bahnseite (1998)

Der Gare de Neuchâtel (deutsch Bahnhof Neuenburg oder Bahnhof Neuchâtel) ist der wichtigste Bahnhof der Stadt Neuenburg und des gleichnamigen Kantons. Innerhalb der Stadtgrenzen existieren noch der SBB-Bahnhof Neuchâtel-Serrières und vier Haltestellen der Überlandbahn nach Boudry.

## Geschichte
Eröffnet wurde der Bahnhof 1859, als die Strecke Yverdon-les-Bains–Le Landeron von der Franco-Suisse und der Compagnie de l’Ouest Suisse eröffnet wurde. Mit den Eröffnungen der Strecken nach La Chaux-de-Fonds und nach Bern und dem Lückenschluss nach Biel genügte der bisherige Bahnhof den Anforderungen nicht mehr, so dass 1936 ein Neubau eingeweiht wurde.
Im Jahr 1987 hielt erstmals ein TGV in Neuchâtel. Anlässlich der Expo.02 wurde der Bahnhof erneut umgebaut.

## Infrastruktur und Anlage
Der Bahnhof befindet sich in Besitz der SBB. Für den Verkehr stehen sieben Bahnsteiggleise an drei Mittel- und dem Hausbahnsteig zur Verfügung. Das Gleis 1 wird fast ausschliesslich von den S-Bahn-Zügen von/nach Bern und Fribourg benutzt. Die ICN benutzen nach Westen das Gleis 3 und nach Osten das Gleis 4. Die restlichen Bahnsteige sind nicht klar verteilt.
Unter dem Bahnhof befindet sich ein Parkhaus mit 190 Stellplätzen, im Bahnhof selbst befinden sich diverse Restaurants und Geschäft, so eine McDonald’s-Filiale und ein Coop Pronto Shop.
Bei den Rolltreppen herrscht Linksverkehr.
Die Standseilbahn Fun'ambule verbindet den Bahnhof mit den Universitätsgebäuden am See.

## Verkehr
Der Fernverkehr wird, wie in der Schweiz üblich, von den Schweizerischen Bundesbahnen (SBB) betrieben. Den Regionalverkehr teilen sich die SBB mit der BLS und den Transports Publics Neuchâtelois (transN). Die transN betreiben ebenfalls die Neuenburger Buslinien sowie die Standseilbahn.

### Fernverkehr
- 5 Lausanne – Biel/Bienne – Zürich HB ( – St. Gallen/Rorschach)  TT FZ BZ FS RZ , im Sommer zusätzlich , Lausanne–Zürich HB stündlich, mit Verlängerung zur Hauptverkehrszeit nach St. Gallen, Genève–Rorschach stündlich
- 66 Bern – Neuchâtel – La Chaux-de-Fonds
- 6 Neuchâtel – La Chaux-de-Fonds – Le Locle

### Regionalverkehr
- 9 (Bern –) Neuchâtel – Travers – Frasne (dreimal täglich als Zubringer zum TGV Lausanne–Paris)
- R 13 Yverdon-les-Bains – Gorgier-St-Aubin – Neuchâtel – Biel/Bienne
- R16 Neuchâtel – Biel/Bienne
- R20 Le Locle – La Chaux-de-Fonds – Neuchâtel
- R21 Buttes – Fleurier – Travers – Neuchâtel
- R23 Corcelles-Peseux – Neuchâtel
- S 5 Bern – Kerzers (Flügelung) – Neuchâtel / Murten/Morat (– Payerne)   (S-Bahn Bern)
- S 52 Bern – Kerzers (– Ins – Neuchâtel)  (während HVZ bis Ins, letzter Zug bis Neuchâtel) (S-Bahn Bern)
- S 20 Romont – Fribourg/Freiburg – Courtepin – Murten/Morat – Ins – Neuchâtel  (RER Fribourg/Freiburg)

### Stadtverkehr
Busbahnhof Gare (Nord)
Am Busbahnhof Nord, am nordwestlichen Ende der Personenunterführung gelegen, halten 5 Autobuslinien der transN.
- 106 Place Pury–Gare (Nord)–Matile 34
- 107 Place Pury–Gare (Nord)–Hauterive, poste–Marin-Épagnier, gare
- 107 Place Pury–Gare (Nord)–Trois-Chênes
- 120 Gare (Nord)–Auvernier, gare–Rochefort, les Grattes de Bise
- 421 Place Pury–Gare (Nord)–Trois-Chênes–Cernier, centre

Bushaltestelle Gare
An dieser Bushaltestelle, südlich der Gleisanlagen beim Bahnhofsgebäude liegend, hält ausschliesslich eine Postautolinie über den Pass La Tourne.
- 380 Neuchâtel, gare–La Tourne, col–Le Locle, place du Marché

Standseilbahn Fun'ambule
Die Bergstation der an den See führenden Standseilbahn liegt am Südende der Personenunterführung, unter dem Bahnhofsgebäude.
- 110 Gare–Université